# 尹頌 (弘治進士)
尹頌（1451年—？），字慶成，江西吉安府泰和縣人，儒籍，明朝政治人物。

## 生平
成化十六年（1480年）庚子科順天府鄉試第三名舉人。弘治三年（1490年）中式庚戌科會試第五十五名，三甲第三十九名進士。授肇庆府推官，升德安府通判。

## 家族
曾祖尹傳道；祖父尹英，教諭；父尹綸，右長史。母王氏；繼母陳氏。具庆下。